# Strzelcy Graniczni
Strzelcy Graniczni – formacja graniczna II Rzeczypospolitej pełniąca służbę na granicy z Niemcami w latach 1920-1921.
3 marca 1920 wiceminister spraw wojskowych generał podporucznik Kazimierz Sosnkowski przemianował dotychczasową formację „Wojskowa Straż Graniczna” na „Strzelców Granicznych”, a dotychczasowy Inspektorat Wojskowej Straży Granicznej na Dowództwo Strzelców Granicznych. Stanowisko dowódcy Strzelców Granicznych objął dotychczasowy inspektor Wojskowej Straży Granicznej, pułkownik Bronisław January Zaniewski. Dowództwu Strzelców Granicznych podporządkowano samodzielne pułki i dywizjony o zmiennych stanach. Dowódca Strzelców Granicznych podlegał ministrowi spraw wojskowych, realizując jednocześnie wytyczne ministerstw skarbu, aprowizacji, handlu i przemysłu w zakresie celnej ochrony granicy. Dowództwo StG znajdowało się w Warszawie przy Ministerstwie Spraw Wojskowych.

## Formowanie i zmiany organizacyjne
Na przełomie 1919/1920 Wojskowa Straż Graniczna poddawana była zewsząd głębokiej krytyce. Jej reformę zainicjował rozkaz wiceministra spraw wojskowych z 3 marca 1920. Zdecydowano przeprowadzić ją bez naruszania podstawowej struktury organizacyjnej wojska i gotowości bojowej poszczególnych jednostek granicznych, a przede wszystkim lepiej przystosować formację do wymagań służby granicznej. By zaakcentować bardziej cywilny charakter formacji, zmieniło jej nazwę z Wojskowej Straży Granicznej na Strzelcy Graniczni. Faktycznie korpus zachował jednak w pełni swój charakter wojskowy. Strzelcy graniczni przemundurowani zostali na wzór kawaleryjski z ciemnozielonymi otokami na czapkach. 
Duże zmiany wprowadzono w zakresie dowodzenia wojskami. Inspektorat Wojskowej Straży Granicznej przekształcono został w Dowództwo Strzelców Granicznych podległe bezpośrednio ministrowi spraw wojskowych. Dowództwu Strzelców Granicznych powierzono całość spraw związanych z ochroną granic państwa łącznie z rozkazodawstwem. Jego prawa mogły być ograniczone jedynie w czasie wojny, kiedy odpowiedzialność za osłonę granic przechodziła na poszczególne Okręgi Generalne.
Nowum, w porównaniu z działalnością WSG, był fakt dopuszczenia Ministerstwa Skarbu, Aprowizacji oraz Handlu i Przemysłu do interwencji we wszystkich sprawach związanych z przestępczością gospodarczą na pograniczu. Regulował to rozkaz ministra spraw wojskowych z 3 marca 1920. Zobowiązywał on dowódcę Strzelców Granicznych do kierowania się w kwestiach dotyczących ruchu towarów przez granicę wskazówkami ww. ministerstw. W tym celu powoływało do życia instytucję łączników, którymi byli mianowani przez Ministerstwo Skarbu wyspecjalizowani urzędnicy skarbowi. Dla tych celów granicę na zachodzie i południu kraju podzielono na trzynaście odcinków, w tym granicę polsko-niemiecką na osiem i południową na trzy, dwa pozostałe stanowiły odcinek morski i granicy polsko-gdańskiej. Granice odcinków wyznaczały zwykle sektory większych jednostek Strzelców Granicznych. Dla każdego dowództwa odcinka przewidziano przynajmniej jednego łącznika z ramienia Ministerstwa Skarbu.
W marcu 1920 przystąpiło do formowania dalszych jednostek granicznych. Szwadrony szkolne otrzymały świeży nabór rekruta i rozpoczęły intensywne szkolenie. Zaczęło poprawiać się wyposażenie jednostek. Rozkazem ministra spraw wojskowych z 7 maja 1920 przystąpiono do formowania 9 pułku Strzelców Granicznych, a wkrótce potem 10 pułku SG i 11 konnego pułku StG. Do końca lipca 1920 stan oddziałów Strzelców Granicznych wzrósł do dziewięciu pułków oraz jednego samodzielnego dywizjonu. Korpus liczył łącznie około 18 000 żołnierzy. Jednak już od połowy czerwca 1920, z uwagi na tragiczną sytuację na froncie polsko-bolszewickim, jednostki graniczne przerzucono znad granicy do innych rejonów. Wychodziły one spod kompetencji Dowództwa Strzelców Granicznych i po wcieleniu do armii przechodziły pod dowództwa poszczególnych związków taktycznych. W sumie odeszło z granicy ponad 10 000 strzelców granicznych, w tym 208 oficerów. W końcu sierpnia 1920 w dyspozycji Dowództwa Strzelców Granicznych pozostawały tylko 4 i 5 pułki, 2 dywizjon 3 pułku i 2 dywizjon 10 pułku Strzelców Granicznych. Jednostki te liczyły około 5000 żołnierzy.
Do ochrony granicy Dowództwu Strzelców Granicznych przydzieleni doraźnie harcerzy, policjantów, żołnierzy batalionów wartowniczych i inne ochotnicze hufce młodzieżowe. Dopiero od września 1920 stopniowo na granicę wracały poszczególne pułki i dywizjony graniczne. 2 pułk skoncentrowano w Częstochowie, 6 pułk w Chorzelach, 11 pułk rozlokował się w Ciechanowie, 4 i 5 pułki pełniły służbę na granicy zachodniej na obszarze Pomorza i Wielkopolski, 1, 3 i 10 pułki Strzelców Granicznych wymagały kompletnego przeformowania i uzupełnienia. Plany Dowództwa Strzelców Granicznych określające potrzeby w tym zakresie nie zostały jednak uwzględnione. Pod koniec września 1920 zapadła w Ministerstwie Spraw Wojskowych decyzja o likwidacji Korpusu Strzelców Granicznych.
Zapoczątkowano ją w listopadzie 1920. W związku z tym, że Ministerstwo Skarbu nie posiadało jeszcze gotowych oddziałów granicznych,  oddziały Strzelców Granicznych luzowane były przez bataliony wartownicze. Rozformowane oddziały Strzelców Granicznych zostały użyte do uzupełnienia i rozbudowy jednostek liniowych. Pułki 1, 9, 10 oraz jeden szwadron 11 pułku zostały rozformowane przez specjalne komisje Ministerstwa Spraw Wojskowych, a pułki 2, 3, 4, 5 i 6 przez Dowództwa Okręgów Generalnych. 5 marca 1921 zlikwidowano Dowództwo Strzelców Granicznych. Korpus przestał istnieć.

## Strzelcy graniczni
- dowódca Strzelców Granicznych – płk Bronisław January Zaniewski
- zastępca dowódcy Strzelców Granicznych – mjr Ignacy Lipczyński
- szef sztabu[13]:

ppłk SG Henryk Pomazański (–29 września 1920)
mjr p.d. SG Alojzy Gluth-Nowowiejski (29 września 1920 –)

## Struktura organizacyjna Strzelców Granicznych
- Dowództwo Strzelców Granicznych
- 1 pułk Strzelców Granicznych
- 2 pułk Strzelców Granicznych w Częstochowie (OGen. „Kielce”)
- 3 pułk Strzelców Granicznych
- 4 pułk Strzelców Granicznych
- 5 pułk Strzelców Granicznych
- 6 pułk Strzelców Granicznych
- 1 samodzielny dywizjon Strzelców Granicznych → 9 pułk StG (od V 1920)
- 3 samodzielny dywizjon Strzelców Granicznych → 10 pułk StG (od V 1920)
- szkoła podoficerska Strzelców Granicznych w Ciechanowie → 11 Pułk SG
- szkoła podoficerska Strzelców Granicznych w Starej Wsi → 11 Pułk SG
- 1 samodzielny dywizjon Strzelców Granicznych (od VI 1920)
- 9 pułk Strzelców Granicznych
- 10 pułk Strzelców Granicznych
- 11 pułk Strzelców Granicznych w Starej Wsi (22 VII - 20 X 1920) → 21 Pułk Ułanów Nadwiślańskich